# In medias res
La locuzione latina in medias res significa "nel mezzo della cosa, dell'argomento" (Orazio, Ars poetica, v. 148) e indica ogni modo di narrare che spezzi l'ordine naturale della fabula.
L'espressione di Orazio si riferisce allo stile epico di Omero, la cui arte narrativa fa cominciare il racconto ad avvenimenti già in corso, a differenza di altri poeti che iniziano ab ovo, ed è usata infatti per indicare che una narrazione entra direttamente nel vivo della vicenda, nel mezzo dell'azione, senza alcun preambolo. Spesso vi corrisponde l'analessi. In questo caso fabula ed intreccio non coincidono.
Un esempio classico di incipit in medias res è quello dell'Eneide di Virgilio.